# Эртель (хутор)
Эртель — хутор в Верхнехавском районе Воронежской области.
Входит в состав Малоприваловского сельского поселения.

## Население
| 2000 | 2005 | 2010 |
| ---- | ---- | ---- |
| 19   | ↗25  | ↘18  |

## Улицы
На хуторе имеется одна улица — Эртеля.